# Tryphon caucasicus
Tryphon caucasicus là một loài tò vò trong họ Ichneumonidae.